# Ореховка (Полтавская область)
Ореховка (укр. Оріхівка) — село, Ореховский сельский совет, Лубенский район, Полтавская область, Украина.
Код КОАТУУ — 5322885301. Население по переписи 2001 года составляло 1628 человек.
Является административным центром Ореховского сельского совета.
Село упоминается специальной карте Западной части России Шуберта 1826—1840 годов как Ореховщина.

## Географическое положение
Село Ореховка находится на расстоянии в 1,5 км от сёл Новоореховка и Стадня, в 2,5 км — пгт Ромодан (Миргородский район).
Вокруг села несколько пересыхающих ручьёв с запрудами.
Рядом проходят автомобильная дорога Р-42 и
железная дорога, станция Новоореховка в 2,5 км.